# 马策奈姆
马策奈姆（法語：Matzenheim，法語發音：[matsənaim]）是法国下莱茵省的一个市镇，位于该省中南部，属于塞莱斯塔-埃尔什泰因区。

## 地理
马策奈姆（48°23'42"N, 7°37'22"E）面积7.14 平方千米，位于法国大東部大區下莱茵省，该省份为法国大陆部分最东部的省份，是阿尔萨斯的一部分，今与上莱茵省组成了阿尔萨斯欧洲集体，其南至上莱茵省，西南接孚日省和默尔特-摩泽尔省，西接摩泽尔省，北与德国接壤，东侧沿莱茵河与德国相望。
与马策奈姆接壤的市镇（或旧市镇、城区）包括：桑镇、盖尔斯泰姆、奥斯图斯、于特奈姆。
马策奈姆的时区为UTC+01:00、UTC+02:00（夏令时）。

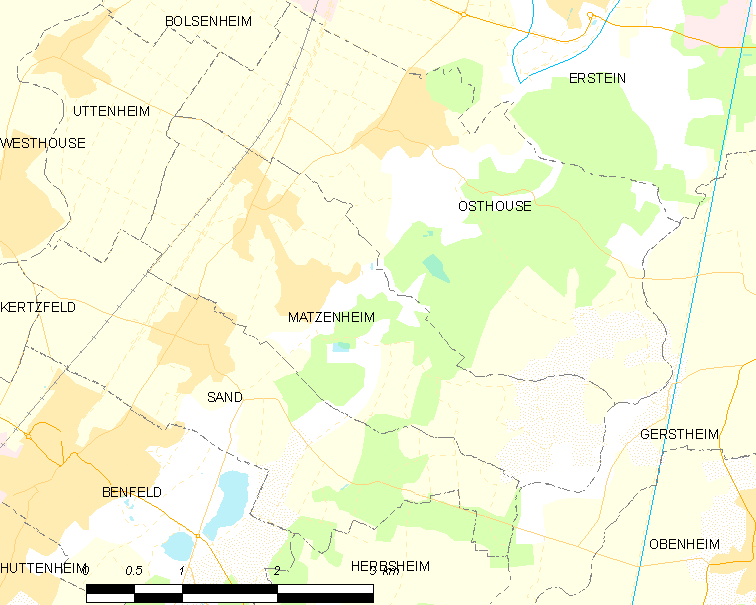
马策奈姆的OSM定位图

## 行政
马策奈姆的邮政编码为67150，INSEE市镇编码为67285。

## 政治
马策奈姆所属的省级选区为埃尔什泰因区。

## 人口

1962-2008年间马策奈姆人口变化图示

马策奈姆于2022年1月1日时的人口数量为1504人。